# Austin Peak
Der Austin Peak ist ein Berggipfel im östlich-zentralen Teil der Mirabito Range der Concord Mountains im Norden des ostantarktischen Viktorialands.
Teilnehmer der New Zealand Geological Survey Antarctic Expedition (1963–1964) benannten ihn nach dem US-amerikanischen Ingenieur William T. Austin (1927–2003), Repräsentant des United States Antarctic Program auf der McMurdo Station von 1963 bis 1964, der in dieser Zeit die Unterstützung für neuseeländische Feldforschungsmannschaften organisierte.